# Zitadelle Calvi

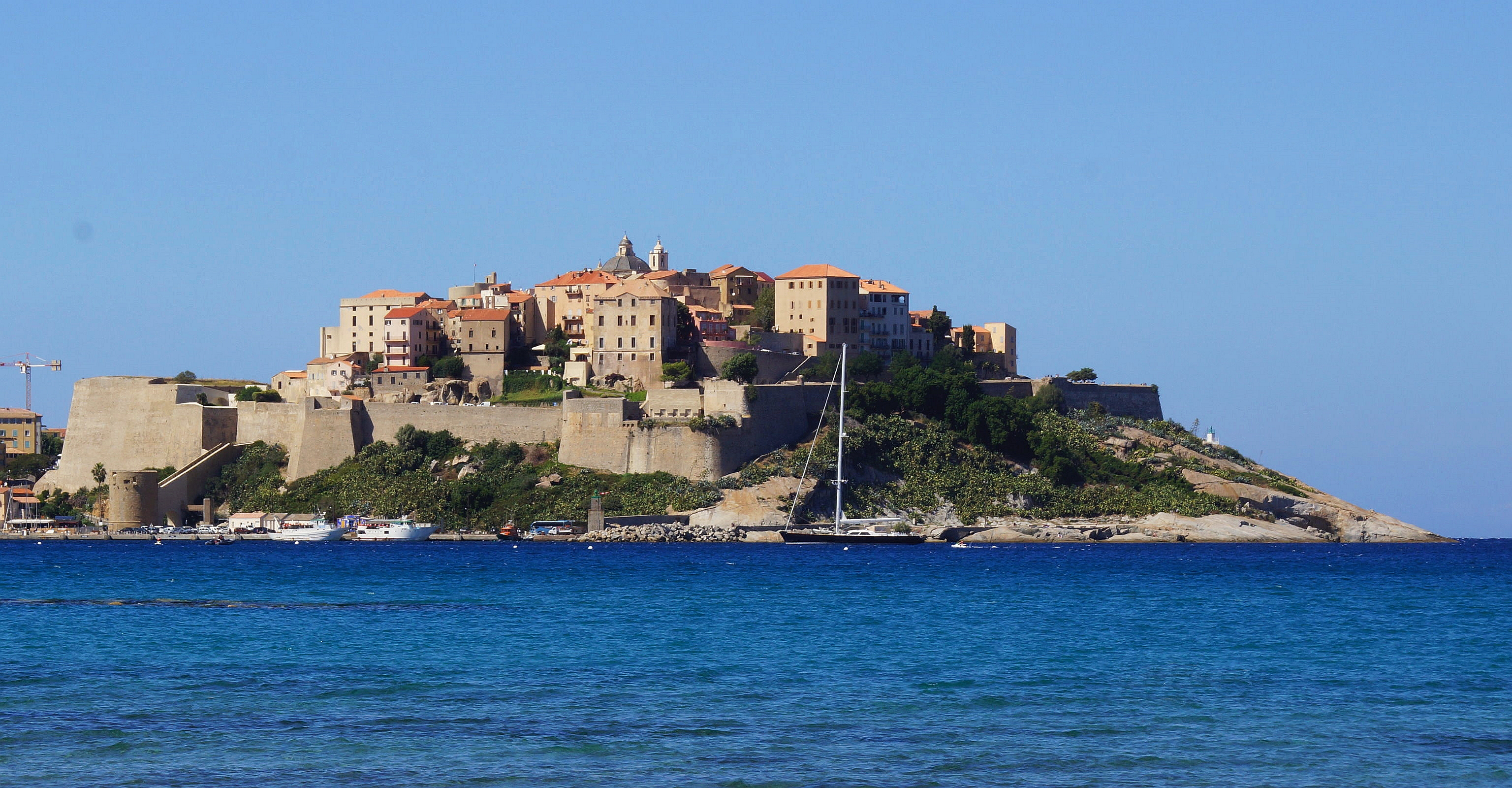
Zitadelle Calvi (2019)

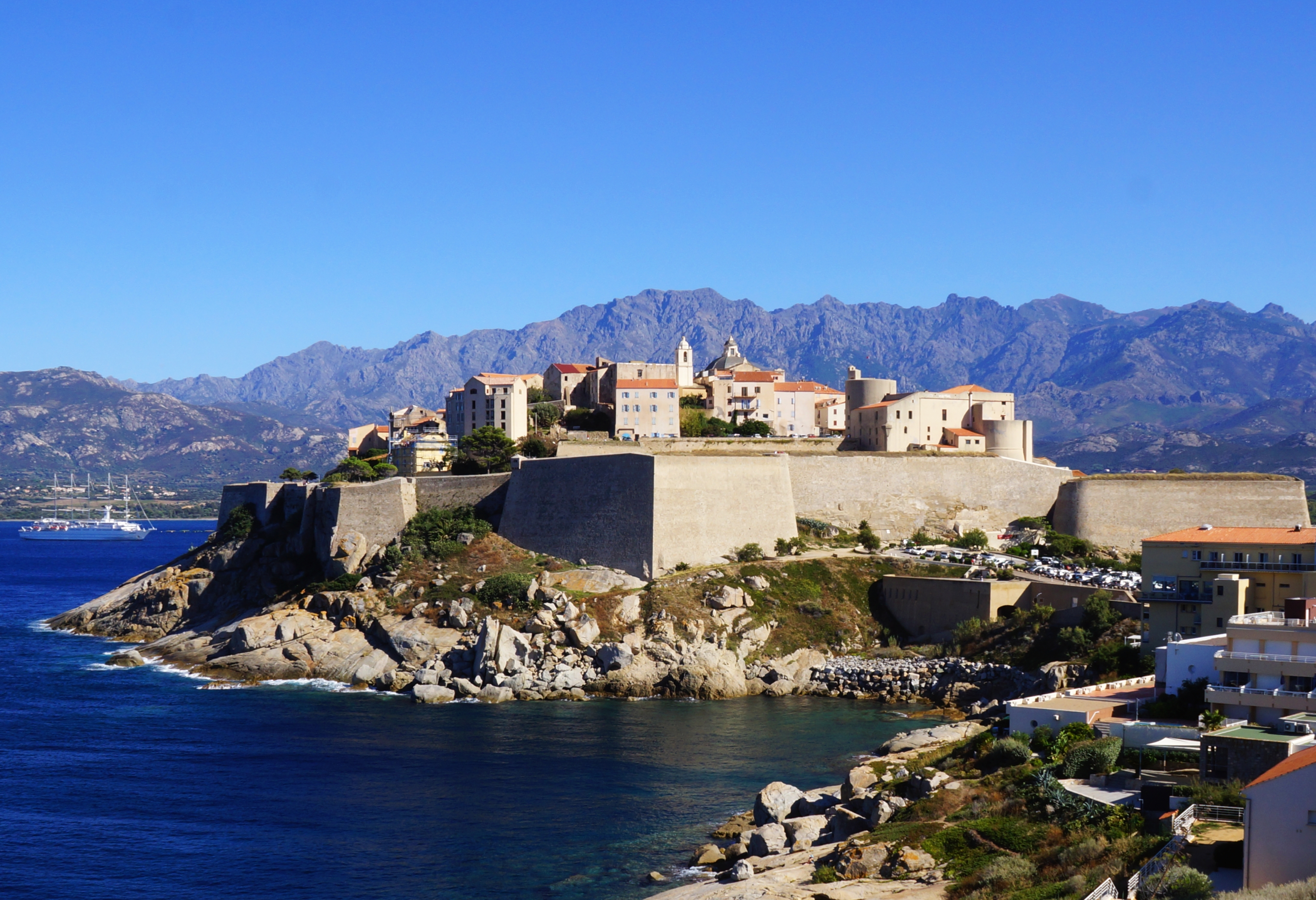
Nordansicht der Zitadelle Calvi (2019)

Die Zitadelle Calvi wurde vom 13. bis in das 15. Jahrhundert auf der Insel Korsika mit Unterstützung der Genuesen nach den Hilfeersuchen aus Calvi erbaut. Die Ersuchen begründeten sich auf eine Unterdrückung der Bürgerschaft durch adlige Calvesen und in Folge durch eine französisch-türkische Bedrohung als Hintergrund. Im Auftrag der Republik Genua (ehemalige Seerepublik) finanzierte die dortige Bank Casa delle Compere di San Giorgio ab dem frühen 15. Jahrhundert das calvesische Festungsvorhaben mit Genueser Goldmünzen (man sagt im Wert von ca. 60.000 Pfund).
Die Zitadelle ist das Wahrzeichen der Stadt Calvi.

## Geographie
Die Zitadelle Calvi liegt an der nordwestlichen Küste der französischen Insel Korsika und gehört mit dem Ort Calvi zur bizarr felsigen Landschaft Balagne (Koordinaten 42° 34′ N, 8° 45′ O). Die Festungsanlage befindet sich in der nordöstlichen Oberstadt auf einem felsigen Untergrund und bietet bei einem Rundgang eine beeindruckende Aussicht über 360 Grad auf Calvi, auf die Gebirgszüge der Insel Korsika und auf das westlich davon sich wie ein Panorama öffnende Mittelmeer. Sie wurde auf einem hohen Granitfels erbaut und überragt imposant die Stadt, allerdings erhebt sich das südwestliche Hinterland der Zitadelle etwas höher als diese selbst, was die Verteidigungsstrategien der Zitadelle etwas beeinträchtigte.

## Festungsanlage
Die Zitadelle wurde als Teil des torregianischen Verteidigungssystems den Gegebenheiten der kleinen Halbinsel geschuldet als ungleiches Vieleck mit vier Bastionen errichtet, weiter können auch zwei andere Ausbauten als kleine Bastionen gelten. Bei den vier großen und mächtigen Bastionen handelt es sich um den Spinchone (nach Südwest), um den Malfetano (Südost) und um Teghiale (nach Nordost) und Celle (nach Nordwest). Die Verteidigungsanlagen mussten zuerst angesichts der Lage am Meer auf drei Seiten nach Norden, Osten und Süden ausgebildet werden, wobei aufgrund der relativ kleinen Halbinselfläche auf eine Planung nennenswerter Lünetten verzichtet wurde. Die mächtigen Wehrmauern nach Westen wurden erst später der Anlage hinzugefügt. Von der Unterstadt von der Hafenpromenade führt es über den Boulevard Danièle Casanova zum Place Christophe Colomb zum dortigen Eingang der Zitadelle mit der erhaltenen Zugbrücke. Durch diesen wehrhaften Eingang gelangt man in die verwinkelten Gassen innerhalb der Zitadelle, denn neben der Verteidigungsfunktion besitzt die Anlage auch die Zitadellen-typische Ausprägung als Zufluchtsort und Wohnherberge. Auf der Südseite befindet sich auf dem Niveau der Hafenpromenade ein zum Zitadellen-Ensemble gehörender Genueserturm aus 1495, der Callelu-Turm, der später als Pulverturm in Gebrauch genommen und danach auch zum sogenannten Salzturm umfunktioniert wurde, also zur Lagerung von Salz wegen des zunehmenden Handels damit.
In der Festungsanlage befindet sich die prächtige Kasernen-Anlage Sampiero (früher Palast der genuesischen Gouverneure, daher auch die Bezeichnung Gouverneurspalast, erbaut bis 1492) mit dem Wehrturm. Samperio ist das heutige Hauptquartier der französischen Fremdenlegion und eine Station der Militärpolizei. Etwas außerhalb von der Zitadelle im Camp Rafalli ist in einer Kasernenanlage das ca. 1000 Mann umfassende 2. Fallschirmjäger-Regiment der Fremdenlegion stationiert. Eine Besichtigung der Komplexe ist angesichts der militärischen Nutzung nicht möglich.
Den Genueser Bauherrn und Beschützern der Bürgerschaft der Stadt Calvi ist der Leitspruch über dem Eingangstor der Zitadelle als Tafel sichtbar gewidmet: „Civitas Calvi – semper fidelis“ – Calvis Bürgerschaft beschwor den Genuesern: „immer treu“.

## Sehenswürdigkeiten
In der Zitadelle soll sich – der Legende nach – das Geburtshaus von Christoph Kolumbus befinden, weshalb der Platz vor dem Festungseingang nach Christoph Kolumbus benannt wurde. Allerdings wird das Privileg, sich mit dem Geburtsort vom Kolumbus schmücken zu wollen, auch von einigen anderen Städten in Italien, Spanien und Portugal beansprucht, auf einen dortigen Geburtsort des berühmten Seefahrers und Amerika-Entdeckers zu verweisen. Der so behauptete Geburtsort in der Zitadelle Calvi wird mit einer dortigen Ruine des vermeintlichen Geburtshauses begründet.

### Kirche St-Jean-Baptiste
Die Kirche St-Jean-Baptiste aus dem 13. Jahrhundert dominiert mit einer weithin sichtbaren, beeindruckenden Kuppel. Die Kathedrale besaß ab 1625 den Status einer Residenzkirche des Bischofs von Sagone. Nach weitgehender Zerstörung wurde die Kirche zwischen 1628 und 1747 wieder hergestellt. In der Kathedrale befindet sich ein mehrfarbiger Marmor-Altar, ein beachtenswertes Taufbecken in griechischer Kreuzform. An den Seiten befinden sich mit Schmiedeeisen vergitterte Gelasse, wo die Damen der Adelsgesellschaft zum Schutz vor Nähe zu bürgerlichen Kirchgängern dem Gottesdienst beiwohnten.
In der Kirche ist ein als Besonderheit in der Apsis platziertes Triptychon, ein dreigeteiltes Ensemble von Gemäldetafeln des genuesischen Malers Barbagelata (15. Jahrhundert) zu sehen.

### Maison Pacciola
Im Maison Pacciola innerhalb der Zitadelle versteckte sich Napoleon auf der Flucht von Ajaccio im Jahr 1793 im Haus seiner Verwandten.

### Palais Giubega
Die Bischöfe von Sagone besaßen in der Zitadelle Calvi eine Sommerresidenz im mächtigen Palais Giubega, welches auf das 15. Jahrhundert zurückgeht.

### Oratorium Saint-Antoine-Abbé
Das Oratorium Saint-Antoine-Abbé ist eine Hallen-Kapelle der Bruderschaft St. Antonius Abt zu Calvi mit ersten Ursprüngen aus dem 14. Jahrhundert. Es finden im Oratorium heute noch Treffen und zeremonielle Veranstaltungen der Bruderschaft statt, ohne dass das Gebäude sich je in einer anderen, entweihenden Nutzung befand.

## Außenanlagen der Zitadelle

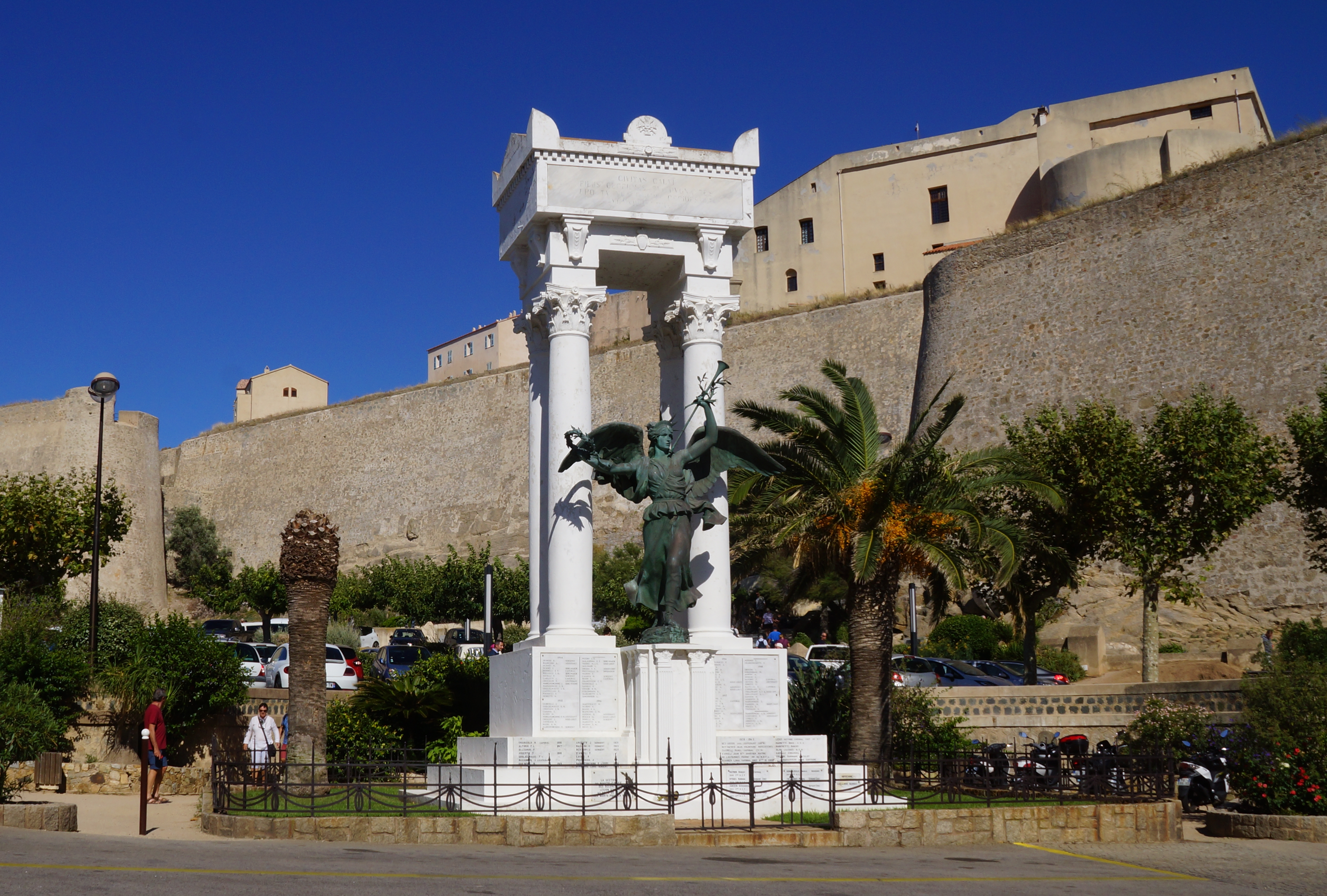
Das Ehrenmal „Monument aux Morts“ mit „La statue Victoire“ von Emmanuel Frémiet (2019)

Auf dem Platz vor der Zitadelle Calvi nahe dem Eingangstor zur befestigten Oberstadt befindet sich in den in jüngerer Zeit umgestalteten Festungsaußenanlagen das Ehrenmal Monument aux Morts von 1907 mit La statue Victoire von Emmanuel Frémiet (genannt Émile) zum Gedenken der Gefallenen aus beiden Weltkriegen und des Indochina-Kriegs. Das Denkmal mit korinthischer Anmutung besteht aus vier tragenden weißen Säulen für einen stilisierten marmornen und überproportionalen Sarkophag mit lateinischer Deklaration: „Civitas Calvi, Filis Gloriosis qui pro tuenda patria Ceciderunt pugnantiert - MCMXIX – MCMXVIII“. Das Ensemble des Monuments geht auf eine Idee und Veranlassung des Architekten Clérambault zurück. Die Bronzestatue La statue Victoire von 1908 bildet eine weibliche geflügelte und leicht bekränzte Siegesfigur ab, die auf einem etwa drei Meter hohen Sockel positioniert wurde. Ursprünglich sollte eine weitere Statue (Les Gloires) das Ensemble vervollständigen. Das ganze Ehrenmal wurde analog zu den vier Säulen mit vier Palmen versehen und rückwärtig mit abgetreppten gerundeten Wandungen räumlich bei der Neugestaltung des Platzes erweitert.

## Persönlichkeiten
- Christoph Kolumbus (um 1451–1506), Seefahrer, dessen angebliches Geburtshaus sich als Ruine in der Zitadelle befindet